# Vinderup Kommune
Vinderup Kommune i Ringkøbing Amt blev dannet ved kommunalreformen i 1970. Ved strukturreformen i 2007 blev den indlemmet i Holstebro Kommune sammen med Ulfborg-Vemb Kommune.
Kommunevåbenet bestod af et blåt felt med en sølvfarvet hejre.

## Tidligere kommuner
Vinderup Kommune blev dannet ved sammenlægning af 5 sognekommuner:
| Kommune   | Folketal 1. januar 1970 | Byer                        |
| --------- | ----------------------- | --------------------------- |
| Ejsing    | 1.129                   | Ejsing                      |
| Handbjerg | 461                     | Handbjerg                   |
| Ryde      | 723                     | Ryde                        |
| Sahl      | 3.213                   | Vinderup                    |
| Sevel     | 2.314                   | Herrup, Mogenstrup og Sevel |
| I alt     | 7.840                   |                             |

## Sogne
Vinderup Kommune bestod af følgende sogne, alle fra Ginding Herred undtagen Handbjerg Sogn, der hørte til Hjerm Herred:
- Ejsing Sogn
- Handbjerg Sogn
- Ryde Sogn
- Sahl Sogn, som Vinderup Sogn blev udskilt fra i 2010
- Sevel Sogn, som Trandum Sogn blev udskilt fra i 2010

## Borgmestre[3]
Gennem hele sin levetid har Vinderup Kommune kun haft borgermestre fra Venstre.
| Navn                    | Parti   | Periode   |
| ----------------------- | ------- | --------- |
| Edvard Pedersen         | Venstre | 1970-1973 |
| Steen Bjerre            | Venstre | 1973-1974 |
| Jens Peter Hedegaard    | Venstre | 1974-1978 |
| Steen Bjerre            | Venstre | 1978-1986 |
| Peder Damtoft Mikkelsen | Venstre | 1986-1998 |
| Holger Hedegaard        | Venstre | 1998-2006 |